# 昭和のやまがた〜ふる里のあの時〜
『昭和のやまがた 〜ふる里のあの時〜』（しょうわのやまがた ふるさとのあのとき）は、山形放送（YBCテレビ）で放送されていたドキュメンタリー番組である。

## 概要
YBCがテレビ放送を開始した1960年代の山形県でどのような出来事があったのかを、YBCのライブラリーにある貴重な映像資料で振り返っていたミニ番組シリーズ。
番組は2013年1月5日に放送開始。2014年3月29日放送分をもって一度終了したが（第1期）、2017年1月7日に『昭和のやまがた2 〜ふる里のあの時〜』（しょうわのやまがたツー ふるさとのあのとき）と題して放送再開した（第2期）。放送時間は、第1期・第2期ともに毎週土曜 20:54 - 21:00 （日本標準時）。ただし、ゴールデンタイムに特別番組の放送がある日には、放送時間の繰り下げないしは放送休止になる場合があった。
放送期間中の2013年12月7日と2017年12月15日に、YBCから本番組の映像を収録したDVDが発売された。このDVDは、山形県内の書店（こまつ書店、八文字屋ほか）、コンビニエンスストア（ローソン、セブン-イレブン）、山形新聞の販売店など県内限定で販売された。

## 放送リスト

### 第1期
- 第1回 - 1963年元日：国鉄山形駅から蔵王温泉へと向かうバス / 山形魚市場の競り / 山形市七日町交差点
- 第2回 - 1960年：第4回山形県赤ちゃんコンテスト
- 第3回 - 1960年：出羽三山神社松例祭 / 飛島の海女たちの寒鱈の競り
- 第4回 - 1968年1月：国鉄山形駅の雪捨て列車 / 1961年1月：山形市の雪割り / 1963年1月：小国町の三八豪雪で不通になった米坂線の復旧作業
- 第5回 - 1962年：最上公園堀の鯉の養殖 / 新庄市南本町の十字路で行われる鯉の販売 / 1963年：バスラーメン屋の風景
- 第6回 - 1964年：スキー場へ行くために夜行列車で国鉄上野駅から山形駅へと向かう若者たち / 蔵王のスキー場で楽しむ観光客たちの様子 / 横浜市民レクリエーションスキーの会から歓迎を受ける様子[誰が?]
- 第7回 - 1969年：山形市内のスケート場で開催されたスケートカーニバルの様子
- 第8回 - 1961年：金山杉の伐採作業の様子 / 農産の馬橇の様子
- 第9回 - 1962年3月31日：集団就職列車で国鉄山形駅から首都圏へと向かう15歳の若者たちの様子
- 第10回 - 1961年：山形市内で当時の最新のデザインが開かれたファッションショーの様子
- 第11回 - 1962年：鶴岡市の早春の農作業風景の様子 / 塩水選の作業風景の様子 / 1967年：山形市の耕耘機競技会の様子
- 第12回 - 1965年：天童市の原崎沼で行われたカモ猟
- 第13回 - 1962年：女子高校で開かれた卒業生送別ダンスパーティーの様子 / 1967年：高卒男子による美容教室の様子 / 1961年：山形市で行われた中卒就職者の門出を祝う会の様子
- 第14回 - 1960年4月1日：旅篭町の風景と山形新聞放送会館の完成の様子 / YBCテレビの開局および当時のYBC報道部と開局記念番組の様子 / 山形市の丸久を訪れた客たちがブラウン管テレビを見つめる様子
- 第15回 - 1964年：西川町大井沢の大井沢地区の熊狩りの様子
- 第16回 - 1960年：山形市の自動車販売店で車を眺める客たちの様子 / 山形市馬見ヶ崎の自動車運転教習所に通う生徒たちや教習風景の様子 / 1967年：蔵王ラインの観光客の様子
- 第17回 - 1960年5月：第6回山形県縦断駅伝競走大会の様子
- 第18回 - 1962年5月：山形市立本沢小学校で行われたこども相撲大会の様子 / 5月5日：山形市の天満湯で行われたパーティーの様子
- 第19回 - 1962年：南陽市の白竜湖で行われた鮒釣り大会の様子 / 田下駄による田植え最盛期の映像
- 第20回 - 1960年：山形市の山形県体育館で行われたミス・ユニバース県審査会の様子 / 丸久の屋上で行われた山形県代表者撮影会の様子
- 第21回 - 1961年：国鉄神町駅でサクランボの木箱を満載した「サクランボ列車」が出発する様子
- 第22回 - 1960年：蚕のエサを取る桑の摘み取りの様子 / 蚕の野外飼育の様子 / 1963年：春まゆの出荷の様子
- 第23回 - 1960年：山辺町の井戸水のくみ上げの作業の様子 / 主婦らが天秤棒で桶運びの様子
- 第24回 - 1960年6月：旧山形県庁で「日米安保阻止」山形県中央集会の抗議デモの様子
- 第25回 - 1964年：舟形町の本広炭鉱で行われる亜炭採掘作業の様子 / 選炭場の作業の様子
- 第26回 - 1960年：オープン2年目の上山競馬場で多くのファンたちが競馬を楽しむ様子 / 全国競走馬温泉療養所の蔵王牧場で行われる競走馬湯治の様子
- 第27回 - 1960年：山形市七日町大通りの丸久の屋上にある遊園地でモノレール（空中電車）を楽しむ子供たちの様子 / '60ヒット柄プリント・ビーチモードショウの様子
- 第28回 - 1960年：鶴岡市の由良海水浴場で海水浴で楽しむ子供たちの様子 / 鼠ヶ関海水浴場で行われた「海浜カーニバル」の様子
- 第29回 - 1968年：木下大サーカスが山形駅から霞城公園へ向けて行ったパレードの様子 / 木下大サーカスを見て楽しむ様子[誰が?]
- 第30回 - 1962年8月：鶴岡市の金峯山で雪の塊を切り分ける様子[誰が?] / 雪の塊を冷蔵庫に入れる様子[誰が?]
- 第31回 - 1963年：中山町の最上川で子供たちが川遊びをしている様子 / グランドで出来た[要説明]仮設プールで遊ぶ子供たちの様子
- 第32回 - 1961年：山形市の旭銀座で行われた七夕祭りを楽しむ様子[誰が?] / 1962年：山形市のすずらん商店街で行われた納涼盆踊り大会の様子
- 第33回 - 1961年：南陽市で行われるぶどう収穫作業 / 1960年：米沢駅で行われるぶどう販売 / 県内の缶詰工場で行われる桃の缶詰生産作業
- 第34回 - 1960年8月：酒田市で行われた酒田港まつりの様子
- 第35回 - 1961年8月：大江町左沢で行われた水郷大江夏祭りの様子 / 1964年8月：山形市二位田で行われたかかしコンクールの様子
- 第36回 - 1960年：山形市の季節保育所で楽しむ子供たちの様子 / 1965年：鶴岡市で行われた共同炊事の様子
- 第37回 - 1960年6月：当時関脇だった柏戸の上山市から山形市まで郷土入りの様子[要説明] / 1961年：柏戸が綱打ちをする様子
- 第38回 - 1962年：鶴岡市で柏戸の横綱昇進の様子[要説明] / 茨城県の大洗海岸でリハビリの様子[誰が?] / 1963年9月：櫛引町にある柏戸の実家でテレビ観戦をする様子[誰が?]
- 第39回 - 1964年9月：東京オリンピックの聖火リレーが山形県庁に到着し、県庁バルコニーの聖火台に灯される様子
- 第40回 - 1960年：河北町の押切渡船場で渡し船に乗り込む様子[誰が?] / 酒田市の宮野浦渡船場で渡し船に乗り込む様子[誰が?]
- 第41回 - 1960年：山寺駅で行われた仙山線全線電化セレモニーの様子 / 1986年：山形駅で行われた奥羽本線の上野駅 - 山形駅全線電化セレモニーの様子
- 第42回 - 1962年11月：上山市で行われた蔵王エコーラインの開通祝賀パレードの様子 / 坊平メーンゲートで行われたテープカットの様子 / 観光客が蔵王国定公園の御釜を見物する様子
- 第43回 - 1971年11月：首都圏へと向かう出稼ぎ労働者が国鉄新庄駅で電車に乗る様子
- 第44回 - 1962年：庄内地方の河川敷で萱の刈り取り作業の様子 / 萱を使った雪囲いの様子
- 第45回 - 1960年：米沢市農村部にある公民館で行われた結婚式の様子
- 第46回 - 1965年：山形市で行われた山形アマチュアバンド大会の様子 / 1963年：YBCラジオが山形市で行った『民謡相撲』公開録音の様子
- 第47回 - 1960年12月：山形市七日町のデパートで繰り広げられるクリスマス商戦の様子
- 第48回 - 1960年：炭焼きの様子
- 第49回 - 1960年：所得倍増計画の発表後に冬の期末手当（賞与）を受け取る山形県庁職員たちの映像
- 第50回 - 1967年大晦日：小国駅出稼ぎ等の観光客[要説明]がホームに降りる様子 / 正月料理の材料を求める様子[誰が?] / 正月の準備をする様子[誰が?]
- 第51回 - 1967年1月4日：上山市で行われた消防団出初式の様子 / 1964年：藤島町で行われた婦人消防団出初式の様子
- 第52回 - 1961年1月：山形市の七日町大通りで行われた初市の様子
- 第53回 - 1962年：山形市で正月に行われる伝統行事の様子 / 雪中田植えの様子
- 第54回 - 1960年：納涼がまん大会の様子
- 第55回 - 1969年2月：山形市の山形市立第一小学校で行われた豆まきの様子 / 1962年：山形市のある家庭で行われた鬼迎えの様子
- 第56回 - 1969年：当時の皇太子・上皇明仁が息子の浩宮とともに5泊6日の日程で蔵王スキー場に滞在したときの映像
- 第57回 - 1962年2月：酒田市黒森地区の黒森日枝神社で上演された黒森歌舞伎「ひらがな盛衰記」の映像
- 第58回 - 1962年冬：農家の人々が山形市で湯治をしている映像
- 第59回 - 1974年3月1日：鳥海山で断続的に発生した小規模噴火の映像
- 第60回 - 1964年：上山市の高松地区で行われる和紙漉き作業の様子 / 1963年：凍み豆腐作りの様子
- 第61回 - 1963年2月：村山市の楯岡地区で行われる浅草寺奉納用の大わらじ作りの様子
- 第62回 - 1965年3月：山形駅前に設置された五連式の公衆電話ボックスを利用する人々の映像
- 第63回 - 1960年4月：山形市の護国神社で行われた「春を惜しむ撮影会」の見物客が、昭和の新型車をバックにモデルを撮影する様子

### 第2期
- 第1回 - 1960年12月31日：鶴岡市の善宝寺駅から善宝寺へと向かう初詣客たちの映像 / 1963年1月2日：米沢市で行われた山新杯ベーダー駅伝競走大会の映像 / 駅伝参加者たちが初詣で上杉神社を訪れた映像
- 第2回 - 1968年11月：栗子国際スキー場へと向かう車を国道13号西栗子峠で撮影した映像 / 同スキー場の映像
- 第3回 - 1962年11月：寒河江市の寒河江市立白岩中学校で寄宿舎生活をしている生徒たちが「冬季寄宿舎開き」をする様子
- 第4回 - 1962年：上山市の蔵王鉱山で働く人々の様子 / 上山市立中川第二小学校の若竹寮で楽しんでいる[何の?]生徒たちの様子 / 同年12月：蔵王鉱山坑内で発生した火災の様子 / 坑内火災から避難してきた人々の様子
- 第5回 - 1969年2月：日劇ダンシングチームのメンバーが上山市の蔵王坊平スキー場で、舞台のキャンペーンと冬の坊平の宣伝のためにダンスをしたときの映像
- 第6回 - 1968年2月：山形市七日町にあったナショナルショールーム開店の様子 / 同店内に設けられていたテレビ電話体験の様子[誰が?] / 1967年：ナショナル電子レンジ料理の集い（講習会）の様子
- 第7回 - 1960年9月：下駄をはいて登下校をし、運動をする時には裸足になる南陽市宮内小学校の児童たちの映像 / 1963年12月：蔵の市で下駄を品定めする様子[誰が?] / 1962年：河北町の下駄工場で谷地下駄が生産される様子
- 第8回 - 1962年2月下旬：山形猟友会のメンバー（男性：18人、女性：3人）が蔵王連峰の山奥で、巻狩を使ってウサギ狩りをしたときの映像 / 1969年1月：山形市の孵化場で行われる初ヒナ選別作業の様子
- 第9回 - 1961年3月：山形市立商業高等学校入学試験の映像 / 1963年3月：山形県立山形東高等学校入学試験の映像 / 控室で教員と保護者が試験問題を見つめる様子
- 第10回 - 1965年3月：山形市七日町のシネマ旭の隣に山形初のボウリング場がオープンしたときの映像 / プロボウラーや参加者がボウリングを楽しむ様子 / 1966年：「コーチの神様[要説明]」が名演技を披露する様子
- 第11回 - 1963年3月21日（春分の日）：春の彼岸中日にあたる当日の様子 / 旅行で庄内浜へ訪れた家族と遊びに興じる子供たちの映像 / 山形市沼の辺町で鮒釣りを楽しむ様子[誰が?] / 女性たちが田起こしをする様子
- 第12回 -
- 第13回 - 1962年4月：山形市元木の農地研修所で行われた県内初の農村女性を対象とする耕耘機運転講習会の様子 / 耕運機の操作方法を学習する様子[誰が?]
- 第14回 -
- 第15回 - 1962年4月：山形市内の小学校で行われた小学1年生を対象とする交通安全教室の様子 / 学生たちと一緒に校内訓練をする様子[誰が?] / 山形市内で行われた全国一斉交通安全の様子
- 第16回 - 1967年4月：天童市の舞鶴山公園で行われた桜まつりと人間将棋の様子 / 木に登ってカメラで撮影する様子[誰が?]
- 第17回 - 1960年4月：山形市の薬師公園で行われた土佐犬の県初代横綱「蔵王隼号」引退披露と記念の土佐犬競技大会の様子 / 山形市の山形大学附属小学校で行われた日本犬審査会の様子
- 第18回 - 1962年5月：酒田市の本間美術館庭園で行われた子供三輪車大会の様子
- 第19回 -
- 第20回 -
- 第21回 - 1960年5月22日：山形市の馬見ヶ崎川沿いにある県営グラウンドで行われた日本体操祭山形大会の様子 / 女子高校生が風船を使って行う創作ダンス / 男子高校生によるマット運動 / 婦人会が輪になって踊りを披露する様子
- 第22回 - 1960年5月：朝日町の木川集落に電柱が建設される様子 / 集落の人々が初めての電気を使う様子 / 1962年：東根市沼沢沼開拓地の小学校で行われる電気の授業 / 集落の人々が初めての電気を使う様子
- 第23回 - 1960年10月：日本一の歯の女王の上山市の女性が列車に降り立ち、授賞式の様子[要説明] / 1962年5月：全国の予選を勝ち抜いた14人が歯の女王コンテストの様子[要説明] / 1962年7月：県の女王に選ばれた準グランプリの5人が山形市七日町のパレードに参加したときの映像
- 第24回 - 1967年6月：山形市内のデパートでマネキンを着た水着売り場のお目見えの様子[要説明] / 1968年5月：山形市で行われたマネキン人形供養祭の様子
- 第25回 - 1964年6月16日：庄内地方にも甚大な被害が及んだ新潟地震の様子 / 鶴岡市の京田幼稚園の建物が倒壊し、被災者の生活の様子[要説明]
- 第26回 - 1964年6月8日：当時の最新鋭旅客機・フォッカー F27 フレンドシップ聖機[要説明]が羽田空港から神町空港（現・山形空港）に降り経つ様子 / 神町空港開港式の様子
- 第27回 - 1965年6月：東根市のさくらんぼ園で「モーニングショー」の撮影隊が登場し、さくらんぼの摘み取り作業等の様子[要説明] / 1965年6月：寒河江市のさくらんぼ園で行われたテレビ結婚式「ここに幸あれ」撮影の様子
- 第28回 - 1960年7月：夏山シーズンの国鉄鶴岡駅から月山へ向かう登山バスが5合目に向かう様子 / 徒歩で山頂に向かう様子[誰が?] / 山小屋で昼食を取る様子[誰が?] / 1964年7月：登山ルートが完成し、月山に向かう様子[誰が?]
- 第29回 - 1956年：1956年メルボルンオリンピックに出場した笹原正三が県人初の金メダルを獲得 / 1960年7月：山形市の山形県体育館で笹原が1960年ローマオリンピックのレスリングコーチに就任し、日本レスリングチームの最終合宿の様子[要説明] / 宿舎で餅をつく様子[誰が?]
- 第30回 - 1960年7月：土用の丑の日のウナギが国鉄北山形駅経由で山形市七日町の市場に届いたときの映像 / ウナギをさばいて蒲焼にする様子[誰が?] / 店で鰻重を食べる様子[誰が?]
- 第31回 - 1962年7月：神町駐屯地の陸上自衛隊第6師団第20普通科連隊が尾花沢市中心部で戦車2両の予行演習[要説明]を行ったときの映像 / 尾花沢小学校のグラウンドで行われた演者訓練[要説明]や銃器展示の様子
- 第32回 - 1962年7月：子供たちが関山大滝に飛び込んで泳ぐ様子 / 1962年8月：海水浴客で溢れ返る湯野浜海水浴場の映像 / 1967年7月：海水浴客で溢れ返る由良海水浴場の映像
- 第33回 - 1967年8月：羽越豪雨で街が水浸しになったときの映像 / 避難所で一夜を明かす様子[誰が?] / 救助者を救出する様子[誰が?] / 国鉄米坂線と国道113号の寸断によって被災地が陸の孤島と化したときの映像 / 市民が少しずつ復興する様子[要説明]
- 第34回 - 1967年8月：羽越豪雨で壊滅した小国町の国鉄米坂線大石橋りょうの映像 / 飯豊町小坂地区の集落に密着した「谷底平野」が放送[要説明]された様子
- 第35回 - 1961年9月：山形市の県営グラウンドで開催された「お菓子屋さんの運動会」でドジョウつかみやパン食い競争が行われる様子 / 男性パティシエによるケーキ競技や女性の売り子たちによる商品包装大会が行われたときの映像
- 第36回 -
- 第37回 - 1963年9月：高齢者を乗せた国鉄敬老号が県内各地を縦断したときの映像 / 鶴岡市の善寳寺で健康祈願をする様子[誰が?] / 1961年9月：山形市の出羽地区で行われた敬老の集いの様子
- 第38回 - 1961年9月：山形市七日町の両羽銀行（現・山形銀行）本店前の十字路付近で行われた県警察交通整理競技大会の映像
- 第39回 - 1964年10月1日：国鉄山形駅にディーゼル特急やまばとの1番列車が到着し、記念セレモニー兼始発式の様子[要説明]
- 第40回 - 1961年9月：とある体育館で行われたがん検診の映像 / 大型のレントゲンカメラと造影剤を使って行われた胃がん検査の様子 / 1966年9月：3台目のがん検診車を導入し[誰が?]、市街地で検査を行ったときの映像
- 第41回 - 1964年9月：開催が1か月後に迫った東京オリンピック聖火ランナーのTシャツが配布されたときの映像 / 山形市の両羽銀行（現・山形銀行）本店でオリンピック記念の100円硬貨が配布されたときの映像 / 1963年12月：市内[どこ?]の商店街で行われた東京オリンピック出場権の販売[要説明]の様子 / 1964年10月10日：山形市の日本大学山形高等学校のテレビで東京オリンピックの開会式を観戦する様子[誰が?]
- 第42回 - 1964年：東京オリンピック陸上女子200m日本代表に選出された山形県立高畠高等学校の伊澤まき子が練習に励む様子 / 1964年10月10日：伊澤が東京オリンピック陸上女子予選で予選落ちし、数日後に国鉄高畠駅に帰還する様子
- 第43回 - 1961年：山形市本沢地区で「給食費前納貯金運動」が行われ、家々の米俵を集める様子[誰が?] / 1962年：山形市立第六小学校の給食室で調理師たちが給食づくりをする様子 / 子供たちが配膳をする様子[何の?] / 栄養の勉強後に給食を楽しむ様子[誰が?]
- 第44回 - 1960年11月3日：文化の日にミス庄内に選ばれた3人が庄内百万石まつりの仮装行列の庄内パレード様子[要説明] / 1961年：同じく庄内百万石まつりで鶴岡市田川地区小中学校の鼓笛隊が演奏を披露する様子
- 第45回 - 1961年8月：真室川町の古いトンネルの脇で山形 - 秋田を結ぶ第三及位トンネルを工事する様子[誰が?] / 1962年11月：線路等を人海戦術し[要説明]、第三及位トンネルを開通する様子[誰が?]
- 第46回 - 1962年11月：米沢市近郊で採れた大根を中心部の門東町へ移し、10日間限定の米沢大根市場を開いたときの映像 / 酒田市で催された酒田大根市場の映像
- 第47回 - 1961年11月：山形市の山形県立山形南高等学校のグラウンドで行われた模型飛行機の県大会で滞空時間を競い合う様子[誰が?] / 1967年11月：東根市の山形空港で行われた模型飛行機大会の様子 / ラジコン模型機お披露目の様子
- 第48回 - 1967年11月：紙巻きたばこの原料となる葉たばこがリヤカーに乗せられ、東根市の専売所に収納される様子 / 同年8月：東根市内の葉たばこ畑にて家族総出で葉たばこの収穫・乾燥・葉のし作業が行われる様子
- 第49回 - 1962年：高畠町の鈴沼で鯉の水揚げ作業が行われる様子 / 1966年12月：米沢市内の街頭で鯉の販売が行われる様子
- 第50回 - 1965年大晦日：山形市七日町で正月用品を買い求める人々の映像 / 美容室で日本踏み[要説明]を結っている様子[誰が?] / とあるデパートのおせち売り場で日本髪の売り子が客を出迎える様子